# Tartarocreagris ozarkensis
Espèce
Synonymes
- Microcreagris ozarkensis Hoff, 1945

Tartarocreagris ozarkensis est une espèce de pseudoscorpions de la famille des Neobisiidae.

## Distribution
Cette espèce est endémique des États-Unis. Elle se rencontre en Arkansas et en Oklahoma.

## Description
Les mâles mesurent de 2,5 à 3,2 mm et les femelles de 2,45 à 3,1 mm.

## Systématique et taxinomie
Cette espèce a été décrite sous le protonyme Microcreagris ozarkensis par Hoff en 1945. Elle est placée dans le genre Australinocreagris par Ćurčić en 1984 puis dans le genre Tartarocreagris par Muchmore en 2001.

## Étymologie
Son nom d'espèce, composé de ozark et du suffixe latin -ensis, « qui vit dans, qui habite », lui a été donné en référence au lieu de sa découverte, les monts Ozarks.

## Publication originale
- Hoff, 1945 : New species and records of pseudoscorpions from Arkansas. Transactions of the American Microscopical Society, vol. 64, p. 34-57.